# مبنى اتحاد عموم أمريكا
مبنى اتحاد عموم أمريكا هو المقر الرئيسي لمنظمة الدول الأمريكية. يقع في شارع 17 شمال غرب بين شارع سي وجادة الدستور، شمال غرب، واشنطن العاصمة.

## تاريخ
في الموقع السابق لقصر جون بيتر فان نيس. تم وضع حجر الأساس في 11 مايو 1908 من قبل ثيودور روزفلت وإليهو روت وأندرو كارنيجي،  وتم تكريس المبنى في 26 أبريل 1910.
في عام 1919، عقد الاجتماع الأول لمنظمة العمل الدولية في المبنى.
بين عامي 1921 و 1922، تم استخدام المبنى لجلسات استماع اللجان واللجان الفرعية في جميع أنحاء مؤتمر واشنطن البحري بينما كان تحت حراسة مشاة البحرية.
أُضيف المبنى إلى السجل الوطني للأماكن التاريخية في عام 1969، وتم تعيينه معلمًا تاريخيًا وطنيًا في عام 2021، بسبب هندسته المعمارية ودوره في الدبلوماسية الدولية.